# Незламні (фільм)
«Незламні» —  короткометражний художній історико-документальний фільм режисера о.Михайла Греділя, знятий на основі реальних подій про напад на пошту в Городку 1932 року.
Фільм розповідає про експропріаційний акт, здійснений членами ОУН 30 листопада 1932 в місті Городок.

## Сюжет
Група бійців УВО-ОУН здійснюють напад на польське поштове відділення у провінційному містечку для експропріації коштів, з метою використати їх на користь боротьби проти польського гніту над українським населенням Галичини.
На головних героїв Василя Біласа, Дмитра Данилишина, Володимира Старика та Юрка Березинського чекають нелегкі випробування, виклики долі, та зустрічі віч-на-віч із ворогом. Ризик, зазирання смерті у вічі, авантюри та зрада, а все заради одного – аби розворушити тут темні українські маси.

## В ролях
| Актор                 | Персонаж                   |
| --------------------- | -------------------------- |
| Владислав Плебанський | Дмитро Данилишин           |
| Дмитро Цебак          | Василь Білас               |
| Ростислав Колачник    | Юрій-Мирослав Березинський |
| Тарас Елейко          | Володимир Старик           |
| Віктор Дикий          | Григорій Купецький         |